# Thalpophila conjuncta
Thalpophila conjuncta är en fjärilsart som beskrevs av Barend J. Lempke 1942. Thalpophila conjuncta ingår i släktet Thalpophila och familjen nattflyn. Inga underarter finns listade i Catalogue of Life.